# Boxe do Futebol Clube do Porto
O Futebol Clube do Porto é um clube desportivo da cidade do Porto, Portugal, onde se praticam diversas modalidades. O presente artigo é sobre a sua secção de boxe.

## HISTÓRIA
A Secção de Boxe do FC Porto iniciou a sua atividade em 1906, juntamente com a refundação do clube.  
O futuro presidente Jorge Nuno Pinto da Costa (entre Fevereiro de 1967 e Agosto de 1968), Alfredo Feijó, Prof. Eduardo Pinto da Costa, Sr. Luís Saavedra, Sr. Reinaldo Teles, Sr. Júlio Marques, Sr. José Carlos Alves, e o Dr. Hugo Pinto Fangueiro (2024 - ... ) foram alguns dos Diretores que muito contribuíram para o engrandecimento desta modalidade do Futebol Clube do Porto. 
Nos praticantes, referência especial para Alcino Palmeira (1953-2016), Luís Palmeira e Mário Lino (1949-2020).
Alcino Palmeira conquistou 11 títulos nacionais entre 1970 e 1980. Seguiu depois a carreira de treinador e dirigente no clube, na seleção e na Associação de Boxe do Porto .

## Internacional
- Vencedor do Porto Box Cup (Absoluto): (6 ouros)

2024
- Vencedor do Braga Open Boxing (Formação): (6 ouros)

2024

## Nacional

### Absoluto
- Campeonato Nacional: (4 ouros, 4 pratas)

2024
- Taça de Portugal: (4 ouros, 5 pratas, 2 bronzes)

2024

### Masculino

#### Nacional
- Campeonato Nacional por Equipas (Séniores Iniciados): 4

1996, 2000, 2002, 2003
- Taça de Portugal (Séniores): 5

1999, 2000, 2001, 2018, 2024

### Feminino

#### Nacional
- Campeonato Nacional por Equipas (Séniores Consagrados): 2

2014, 2016
 Atualizado em 15 de julho de 2024